# スズキ・カバト
スズキ・カバト（1968年10月3日 - 2007年2月24日）は、フィリピン・レイテ島生まれ、ベニト・スゴッド出身の元プロボクサー。本名はノリト・カバト（Nolito Cabato）。ちなみに、リングネームのスズキ・カバトのスズキは、会長の鈴木からきている。1994年より新日本大阪ジム所属。第43代日本フライ級王者。

## 来歴
1988年12月22日、東京でプロデビュー。以後5年間はタイ・日本（青森県総合運動公園体育館でのレパード玉熊VSヘスス・ロハスのセミで西城のホープ田村知範に6R判定負け）・韓国へ多く遠征し、経験を積んだ。
1993年12月18日、フィリピンGABフライ級王者ダン・ニエテスと対戦し、2回TKO負けを喫し王座獲得に失敗した。
1994年、グリーンツダジムに招かれ井岡弘樹のスパーリング・パートナーを務めていた時に鈴木太一・新日本大阪ジム会長の目に留まり、同ジムの所属選手となって日本へ拠点を移した。
1996年11月18日、後楽園ホールでのガッツファイティング、（当初は指名挑戦者として渡久地隆人に挑む予定だったが）重安栄二との日本フライ級王座決定戦で7回負傷判定勝ちを収め王座を獲得。これ以前に傷めた拳の影響もあり、重心を後ろに置いたカウンタースタイルが特徴的であった。
1997年4月5日、徳山昌守に10回引き分けで初防衛に成功した。
1997年6月24日、柳光和博に10回判定勝ちで、2度目の防衛に成功した。
1997年9月13日、セレス小林に3回負傷引き分けで、3度目の防衛に成功した。
1997年11月25日、徳山昌守との再戦を7回負傷判定勝ちで、4度目の防衛に成功した。
1998年4月4日、セレス小林との再戦を10回判定勝ちで、5度目の防衛に成功した。
1998年5月4日、名古屋国際会議場で石原英康のデビュー戦となるノンタイトル6回戦で対戦し、0-2（55-58、57-58、57-57）の判定負けを喫した。 
1998年7月26日、浅井勇登に10回判定勝ちで、6度目の防衛に成功した。
1998年9月30日、戦はセレス小林との3度目の対決に10回判定負けを喫し7度目の防衛に失敗、王座から陥落した。12月の大阪府立体育会館での再起戦でも山口圭司に判定負け。
1999年10月15日、趙正路（ 韓国）に6回TKO勝ちを最後に引退した。
2007年2月24日、急性心不全のため亡くなった。38歳没。

## 戦績
- プロボクシング：62戦38勝（17KO）19敗5分

## 獲得タイトル
- 第43代日本フライ級王座（防衛6）